# Delaware (álbum)
Delaware es el primer álbum de estudio de la banda estadounidense Drop Nineteens. Fue lanzado el 19 de junio de 1992 por Caroline Records. 
El 20 de abril de 2009, Delaware fue reeditado por Cherry Red Records con cuatro bonus tracks.

## Recepción de la crítica
El crítico de AllMusic, Ned Raggett, describe Delaware como “agradable, pero no del todo especial”. Delaware fue clasificado en el puesto #45 en la lista de los 50 mejores álbumes de shoegaze de todos los tiempos de Pitchfork.

## Lista de canciones
Todas las canciones escritas por Greg Ackell, excepto donde esta anotado; toda la música compuesta por Ackell, Paula Kelley, Chris Roof, Motohiro Yasue y Steve Zimmerman, excepto donde esta anotado.
1. «Delaware» – 5:03
2. «Ease It Halen» – 3:57
3. «Winona» – 3:32
4. «Kick the Tragedy» – 8:56
5. «Baby Wonder's Gone» – 3:10
6. «Happen» – 3:42
7. «Reberrymemberer» – 4:39
8. «Angel» (Madonna, Stephen Bray) – 5:23
9. «My Aquarium» – 3:01
10. «(Plus Fish Dream)» – 2:22

## Posicionamiento
| Gráfica (1992)                            | Pico de posición |
| ----------------------------------------- | ---------------- |
| Reino Unido (UK Independent Albums Chart) | 5                |